# Precausa
Precausa (em latim: Praecausa) foi uma antiga cidade da província romana de Bizacena na África Proconsular, na actual região do Sahel da Tunísia. Foi também uma antiga diocese da Igreja Católica Romana, sendo na actualidade sede de um bispo titular do mesmo título.

## Lista dos bispos titulares
- Manuel de Medeiros Guerreiro (1966-1971), bispo emérito de Nampula
- Rosalio José Castillo Lara SDB (1973-1985), bispo na Cúria Romana
- Joseph John Gerry OSB (1986-1988), bispo auxiliar de Manchester
- Józef Wysocki, desde 1989, bispo auxiliar de Warmia